# لودوفيك ساني
لودوفيك ساني (بالفرنسية: Ludovic Sané)‏ (مواليد 22 مارس 1987) هو لاعب كرة قدم سنغالي يلعب لصالح نادي بوردو الفرنسي في ليغ 1. يجيد اللعب في منطقتي الدفاع والوسط.

## وصلات خارجية
- لودوفيك ساني على موقع رابطة كرة القدم الفرنسية للمحترفين (الإنجليزية)
- لودوفيك ساني على موقع الدوري الأمريكي (الإنجليزية)
- لودوفيك ساني على موقع قاعدة بيانات كرة القدم.إي يو (الإنجليزية)
- لودوفيك ساني على موقع ليكيب (الفرنسية)
- لودوفيك ساني على موقع ناشيونال فوتبول تيمز (الإنجليزية)
- لودوفيك ساني على موقع Soccerway.com (الإنجليزية)
- لودوفيك ساني على موقع عالم كرة القدم.نت (الإنجليزية)
- لودوفيك ساني على موقع AS.com (الإسبانية)

- صفحة لودوفيك ساني على girondins.com